# Григорий (Граббе)
Епи́скоп Григо́рий (в миру граф Ю́рий (Гео́ргий) Па́влович Гра́ббе; 8 (21) апреля 1902, Санкт-Петербург, Российская империя — 24 сентября (7 октября) 1995, Элмвуд-Парк, Нью-Джерси, США) — епископ Русской православной церкви заграницей, один из главных идеологов РПЦЗ, оказывавший влияние на её решения с начала 1930-х до начала 1990-х годов. Автор апологетических сочинений по истории РПЦЗ, а также работ церковно-канонического, исторического и мемуарного характера; непримиримый критик Московской патриархии и коммунистического режима в СССР. Как отмечает историк Андрей Кострюков, «работы этого автора, знавшего ситуацию в РПЦЗ изнутри, помогают понять, чем обосновывали свою позицию зарубежные иерархи. Однако епископ Григорий также не избежал предвзятости».
С 1931 году он трудился при Синоде РПЦЗ как мирянин, в 1946 году стал священником. Особенно значительным влиянием он пользовался в годы правления третьего первоиерарха РПЦЗ митрополита Филарета (Вознесенского), по воле которого в 1979 году был возведён в сан епископа. Известен и целым рядом сомнительных поступков, среди которых браковенчание самозванца Михала Голеневского (1922—1993), выдававшего себя за цесаревича Алексея Николаевича. Известна также неприглядная роль в судебном процессе против святителя Иоанна (Максимовича). В январе 1986 года, при избрании митрополита Виталия (Устинова) первоиерархом РПЦЗ, был уволен на покой, но, пользуясь своим авторитетом старейшего архиерея РПЦЗ, многолетнего правителя дел Синодальной канцелярии и специалиста по каноническому праву, продолжал оказывать влияние на решения Синода РПЦЗ.

## Биография
Юрий Павлович Граббе родился 8 (21) апреля 1902 года в Санкт-Петербурге и был вторым сыном графа Павла Михайловича Граббе и его супруги Анастасии Георгиевны, урождённой Демидовой. Был крещён 15 (28) апреля 1902 года в церкви святых Захарии и Елизаветы Кавалергардского полка. Обряд был совершён именно в этом храме, поскольку отец будущего епископа Григория в то время служил поручиком в Кавалергардском полку. Обряд крещения совершил протоиерей Капитон Добровольский вместе с дьяконом Николаем Тувинским. Восприемниками при крещении младенца стали дядя со стороны отца поручик Кавалергардского полка граф Дмитрий Михайлович Граббе и вдова военного инженера Софья Михайловна Олсуфьева.
На 1902 и 1903 годы семья Граббе проживала на улице Кирочной, дом 30 (доходный дом Г. С. Войницкого). В 1904 году местом жительства семьи становится новый адрес — улица Захарьевская, дом 155. Здесь Граббе жили до 1912 года, после чего семья переехала на постоянное место жительство в имение Кораллово Звенигородского уезда Московской губернии, где отец будущего епископа Григория являлся предводителем звенигородского уездного дворянства. Само имение было куплено графом П. М. Граббе в 1908 году. В 1912—1914 годах воспитанием детей Павла Граббе занимался бывший надзиратель Звенигородского духовного училища, выпускник Вифанской духовной семинарии Михаил Петрович Голубев (1887—1938)..
В 1917 году окончил 6-й класс гимназии в Кисловодске, куда переселился его отец. В 1920 году вместе с родителями эмигрировал в Константинополь, затем в Белград, где в 1921 году сдал экзамены на аттестат зрелости.
С 1923 по 1926 год обучался на богословском факультете Белградского университета, совмещал учёбу с журналистской деятельностью в официальным печатном органе Архиерейского синода РПЦЗ журнале «Церковные ведомости» и с изданием монархической газеты «Голос верноподданного».
В 1925 году женился на В. М. Яржембской, от которой у него было четверо детей.
С августа 1931 года управляющий канцелярией Архиерейского синода РПЦЗ в Сремских Карловцах («фактически исполнял обязанности Секретаря Архиерейского Синода»).
В 1935 году был одним из секретарей совещания, созванного патриархом Сербским Варнавой, имевшим цель объединить все русские эмигрантские приходы; составил первоначальный проект принятого «Временного Положения об управлении Русской Православной Церковью Заграницей».
В 1944 году переехал в Германию, в Карлсбад, и вывез туда значительную часть архива Архиерейского синода.
24 июня 1946 года в городе Кухле митрополитом Серафимом (Ляде) был рукоположён в сан диакона, а на следующий день — в сан иерея.
В эти годы влияние протоиерея Георгия Граббе на церковные дела значительно усилилось. Связано это было с тем, что состав епископата РПЦЗ более чем на половину обновился за счёт иерархов, ранее митрополиту Анастасию неизвестных. Протоиерей Георгий Граббе, неотлучно пребывавший при митрополите в самые тяжёлые годы и верный идеологии РПЦЗ, стал рассматриваться митрополитом как надёжнейший человек. Росту доверия способствовала и успешная канцелярская работа отца Георгия. По свидетельству архимандрита Мстислава (Волонсевича), в Мюнхене протоиерей сблизился с американскими оккупационными властями. Связи с государственными структурами США он сохранял и впоследствии.
С 1947 года — протоиерей; с 1960 года — протопресвитер, настоятель, затем ключарь Синодальной церкви Знамения Божией Матери в Нью-Йорке.
В 1950 году вместе с митрополитом Анастасием (Грибановским) переехал в Нью-Йорк, США.
13 апреля 1956 года награждён правом ношения митры.
В 1957 году в РПЦЗ в результате «клеветнической кампании» на покой был отправлен епископ Пантелеимон (Рудык). По утверждению протоиерея Митрофана Зноско-Боровского, главным обвинителем являлся протоиерей Георгий Граббе.
В 1963 году был одним из главных противников деятельности архиепископа Иоанна (Максимовича) в Сан-Франциско. Поддержал возбуждение гражданского суда над ним, участвовал в его заседаниях как свидетель со стороны обвинения.
В мае 1964 года новым первоиерархом РПЦЗ стал Филарет (Вознесенский). Недостаточная опытность нового первоиерарха, совсем недавно ставшего архиереем, его неискушённость в синодальных делах, незнакомство с реалиями европейской и американской жизни привело к ещё большему росту влиянию протопресвитера Георгия Граббе, ставшего со временем и духовником митрополита. Теперь зависимость РПЦЗ от него стала всеобъемлющей. Даже тепло относившиеся к митрополиту Филарету современники признавали, что административными делами он тяготился и старался переложить их на подчинённых.
30 сентября 1964 года в Нью-Йорке совершил венчание самозванца Михала Голеневского, выдававшего себя за чудесно спасшегося цесаревича Алексия с протестанткой немкой Ингрид Кампф в присутствии «его сестёр» неправославных и не говоривших по-русски «Ольги Николаевны Романовой» и «Татьяны Николаевны Романовой». За это венчание Граббе получил более 10 тысяч долларов США. Это вызвало скандал в РПЦЗ. В результате канонизация РПЦЗ царской семьи, предполагавшаяся в том же году, была отложена на 17 лет, поскольку возникло сомнение в смерти всех пятерых детей Романовых. Узнав об этом «венчании», архиепископ РПЦЗ Иоанн Шанхайский после литургии провёл литию в память об убиенном царевиче Алексее.
С 1932 по 1946 год и с 1951 по 1967 год — редактор журнала «Церковная жизнь», органа Архиерейского синода РПЦЗ. С 1967 года состоял консультантом при Архиерейском синоде РПЦЗ и заведующим отделом внешних сношений.
Обладал большим влиянием на третьего по счёту первоиерарха РПЦЗ митрополита Филарета (Вознесенского). В 1967 году архиепископ Аверкий (Таушев), настоятель Свято-Троицкого монастыря в Джорданвилле, написал несколько писем митрополиту Филарету, в которых сетовал, что митрополит находится под влиянием своего секретаря, протопресвитера Георгия Граббе, и его «партии»:

…Невыразимо жаль Вас, Владыка Святый, что Вас так умело и хитро обхаживают люди нечестные, явно потерявшие совесть, если они способны так мерзко и гнусно клеветать на других, кто их видит и знает и кого они поэтому боятся. Ведь, кроме малой кучки личных друзей и родственников, да ещё связанных с ними общностью интересов такого же низкопробнаго свойства, абсолютно никто их не поддерживает. Подлинный церковный народ — не с ними, ибо видит и знает их насквозь и им не верит. Клевеща на других, они думают тем обелить себя… Все было бы у нас в Церкви мирно, тихо и дружно, если бы не стремление этой кучки захватить в свои руки диктаторскую власть….
3 мая 1979 года в Свято-Троицком монастыре в Джорданвилле митрополитом Филаретом (Вознесенским) пострижен в монашество с наречением имени Григорий в честь святителя Григория Богослова. На следующий день возведён в сан архимандрита. 12 мая в Знаменском синодальном соборе в Нью-Йорке рукоположён во епископа Манхаттанского, викария Восточно-Американской епархии вопреки полученным незадолго перед хиротонией протестам со стороны архиепископа Сан-Францисского Антония (Медведева), архиепископа Лос-Анджелесского Антония (Синкевича), епископа Сиракузского Лавра (Шкурлы), епископа Сиэтлийского Нектария (Концевича) и епископа Брисбенского Константина (Ессенского), протоиерея Митрофана Зноско-Боровского и других клириков и мирян.
28 октября 1981 года назначен епископом Вашингтонским и Флоридским.
После кончины митрополита Филарета (Вознесенского) новоизбранный первоиерарх митрополит Виталий (Устинов), опираясь на поддержку сочувствующих ему членов Синода, приложил все усилия к устранению закулисного влияния партии Григория (Граббе). Громкой сенсацией было предание огласке шокирующих материалов, собранных протоиереем Виктором Потаповым на основании изученных им документов, а также показания многочисленных свидетелей, вскрывавших нравственные и финансовые преступления не только епископа Григория (Граббе), но и членов его семьи, в частности, его сына, архимандрита Антония (Граббе). В январе 1986 года был созван Архиерейский собор РПЦЗ, на котором рассматривались дела самого епископа Григория и его сына архимандрита Антония (Граббе). Архиепископ Женевский Антоний (Бартошевич) заявил, что «епископ Григорий привык быть хозяином при больных митрополитах, когда все дела ложились на его плечи. Он к этому привык и превысил свои полномочия». В ходе разбирательства, проводившегося на уровне Синода РПЦЗ, епископ Григорий на Архиерейском соборе 1986 года был отстранён от всех занимаемых должностей и уволен за штат с определением места проживания в Леснинском женском монастыре во Франции. Зять епископа Григория протоиерей Владимир Шишков был освобождён от должности заведующего свечным заводом, помощника благочинного, всех синодальных должностей без права руководства богослужениями в синодальном соборе, а дочь епископа Георгия Анастасия Шатилова была уволена от должностей секретаря епископа Григория, заведующей книжным магазином и редактора синодального журнала.
После выхода на покой сперва жил у сестры в Леснинском монастыре в Провемоне (1986—1988), потом снова в США. Был сторонником открытия в СССР приходов РПЦЗ. Категорически осуждал попытки сближения с Московским патриархатом.
4 июля 1994 года на Архиерейском соборе митрополит Виталий (Устинов) отмечал: «В связи с Суздальским бунтом выяснилось, что идеологом его является епископ Григорий. Он подвёл всё дело якобы под каноны, под указ Патриарха Тихона № 362, но эта подтасовка — сомнительна». По воспоминаниям Михаила Ардова, «Владимир Шишков вспоминал такую сцену. В их доме в Нью-Джерси владыка Григорий сидел на своём обычном месте в кресле и вдруг произнёс такую фразу: „Ну всё, на Зарубежном Синоде я поставил крест“».
С 16 по 24 мая 1995 года совершил поездку в Суздаль, где участвовал в богослужениях, заседаниях Архиерейского синода РПСЦ, оказав этим визитом неоценимую поддержку епископу Валентину (Русанцову) и поддержавшему его духовенству уже бывшей Суздальско-Владимирской епархии РПЦЗ. Интервью, данное епископом Григорием после совершения литургии в Кресто-Никольском храме Суздаля 22 мая 1995 года, было опубликовано в печатном органе РПСЦ «Суздальские епархиальные ведомости» и в ряде светских СМИ.
Поездка епископа Григория в Суздаль и его заявления в поддержку ВВЦУ РПСЦ и последующих действий бывших российских архиереев Лазаря (Журбенко) и особенно Валентина (Русанцова) стали предметом рассмотрения на заседании Архиерейского синода РПЦЗ 5-7 сентября 1995 года. Первоначально было принято решение о запрещении в священнослужении епископа Григория за сослужение с запрещённым епископом Валентином и за заявления, прямо противоречащие позиции Синода РПЦЗ по вопросу «Свободной Церкви». В последний день сессии было принято решение ограничиться строгим выговором.

## Семья
Сестра — Нина Павловна Граббе (игумения Магдалина; 1903—1987), настоятельница Леснинского монастыря (1976—1987)
С 1925 года был женат на Варваре Максимовне Яржембской (1903—1977). Их дети:
- Анастасия (1925—2005), в замужестве Шатилова, публицистка.
- Алексей (1926—2005), в монашестве Антоний — архимандрит РПЦЗ, в 1987 году ушёл в раскол, с 2001 года — епископ РПАЦ на покое[26]
- Дмитрий (1927—2011) — исследователь, специалист и изобретатель в области микроэлектроники[27]

## Публикации
книги и отдельные публикации
- Корни церковной смуты: Париж. братство св. Софии и Розенкрейцеры. — Белград, 1927. — 30 с.
- Алексей Степанович Хомяков. — Варшава: Варшавская синодальная типография, 1929. — 74 с.
- Единство или единственность церкви. — Варшава, 1929. — 41 с.
- Англикане и Православная Церковь. — Варшава: Варшавская синодальная типография, 1930. — 39 с.
- Истинная соборность. — Варшава: Варшавская синодальная типография, 1930. — 36 с.
- Культура, прогресс и Церковь. — Варшава: Варшавская синодальная типография, 1931. — 47 с.
- Свобода с христианской точки зрения. — Варшава: Варшавская синодальная типография, 1931.
- Церковь и государство в будущей России. — Белград, 1931. — 27 с.
- Единение или Раздробление. (Ответ на книжку С. В. Троицкого («Размежевание или Раскол»). — Новый Сад. — 1932
- К юбилею двух Соборов. — Jordanville: Holy Trinity monastery, 1952. — 25 с.
- Лже-православие на подъеме. — Джорданвилль, 1954. — 212 с.
- Православное воспитание детей в наши дни. — Jordanville (N.Y.): Holy Trinity monastery, 1959. — 26 с.
- Правда о Русской Церкви на родине и за рубежом. — Джорданвилль, 1961. — 216 с.
  - Правда о русской церкви на родине и за рубежом: (По поводу книги С. В. Троицкого «О неправде Карловацкого раскола»). — 2. изд. — Джорданвилль (Н. I.): Свято-Троиц. монастырь, 1989. — 216 с.
- Церковь и её учение в жизни (Собрание сочинений). — Монреаль: Т. 1. 1964. 271 с.; Т. 2. 1970. — 323 с.; Т. 3. — 1992. — 380 с.
- Статьи об единстве церкви. — [Америка]: Просветительный отд. прихода Св. Нектария, 1969. — 43 с.
- Отрицание вместо утверждения. По поводу брошюры Архиеп. Иоанна Шаховского «Утверждение Поместной Церкви». — Джорданвилль: Свято-Троицкий монастырь. — 1971. — 24 с.
- Книга Правил Святых Апостолов и Вселенских Соборов в трех томах с примечаниями. — Монтреаль: Т. 1. 1971. 188 с.; Т. 2-3. 1974. — 330 с.
- The canonical and legal position of the Moscow patriarchate. — Jerusalem : Russ. ecclesiastical mission in Jerusalem, 1971. — 54 с.
- Отрицание вместо утверждения: По поводу брошюры архиепископа Иоанна Шаховского «Утверждение поместной церкви». — Джорданвилль: Свято-Троицкий монастырь, 1971. — 24 с.
- Русская церковь перед лицом господствующего зла. — Джорданвилл: Свято-Троиц. монастырь, 1991. — 175 с.
- К истории русских церковных разделений заграницей: Опровержение ошибок и неправд в сочинении Д. Поспеловского «The Russian church under the Soviet regime, 1917—1982». — Джорданвилль (N.Y.): Свято-Троиц. монастырь, 1992. — 79 с.
- Завет святого патриарха. — Москва, 1996. — 340 с. — (Церковь и ее учение в жизни).
- Письма. — Москва, 1998. — 126 с.
- Доклады Архиерейскому Собору, Синоду и Первоиерархам Русской Православной Церкви Заграницей. — Москва, 1999. — 95 с.
- Церковь и ее учение в жизни. — Москва : Вече, 2010. — 301 с. — (Православие. Традиции. Люди). — ISBN 978-5-9533-3565-2

статьи
- Письмо в редакцию из канцелярии Св. Синода // Православная Русь. 1940. — № 4. — С. 5—6.
- Русская Зарубежная Церковь в кривом зеркале. (Ответ Архиепископу Иоанну Шаховскому) // «Православная Русь». — 1964. — № 3. — С. 4-8; № 4. — С. 4-6
- О Томосе Американской Автокефалии // Православная Русь. — 1970. — № 3. — С. 6-7
- Церковь на Аляске после двухсот лет // Ежегодник Православной церкви в Америке. — 1976. — С. 24-31
- Докладная записка о каноничности и церковно-бытовом значении соглашения Московской Патриархии и Американской об Автокефалии последней // «Православная Русь». — 1969. — № 23. — С. 6-8
- Нет ничего дороже истины // Православная Русь. — 1990. — № 22 (1427). — С. 4-7
- Путь русской зарубежной церкви // Вертоград. — 1993. — № 1. — С. 24-25

Дневник. 1917 год — Кисловодск
- - 1917 г. 22 ноября — 31 декабря
  - 1918 г. 1 января — 16 Января
  - 1918 г. 17 Января — 15 Февраля
  - 1918 г. 16 Февраля — 6 Марта
  - 1918 г. 7 Марта — 19 Апреля
  - 1918 г. 20 Апреля — 11 Июня
  - 1918 г. 12 Июня — 8 Июня
  - 1918 г. 9 Июня — 1919 г. 4/17 Апреля
  - 1929 г. 5/18 Апреля — 1930 г. 22 Марта /7 Апреля